# Gregor Wolny

Gregor Wolny um 1840

Gregor Wolny (Geburtsname: Thomas Wolny; tschechisch Řehoř Tomáš Volný OSB, * 20. Dezember 1793 in Freiberg in Mähren, Prerauer Kreis; † 3. Mai 1871 im Kloster Raigern) war ein mährischer Geistlicher sowie Landeshistoriker, Schriftsteller und Pädagoge.

## Leben
Wolny entstammte einer Tuchmacher-Familie. Nach dem Besuch des Gymnasiums in seiner Heimatstadt studierte er in Brünn Philosophie (1811) und 1812–1815 an der Universität Olmütz Theologie. 1816 trat dem Benediktinerorden der Abtei Raigern bei. Nach Abschluss der theologischen Studien wurde er am 29. März 1818 zum Priester geweiht.
Anschließend widmete er sich überwiegend der mährischen Landesgeschichte. 1821–1843 unterrichtete er Geschichte und Philologie am Brünner Gymnasium. Daneben sammelte er umfangreiches historisches und statistisches Material. Dazu gehörten tausende von Urkunden, die ihm aus den Registern der Landtafeln und den Beständen der mährischen Klöster sowie des Erzbischöflichen Archivs und Domkapitels zur Verfügung gestellt wurden. Hinzu kamen amtliche Statistiken und Berichte der Patrimonial- und weiterer kirchlicher Behörden. Zu Gregor Wolnys Schülern und Kollegen gehörten u. a. Christian d’Elvert, Beda Dudík, Peter von Chlumecký, Antonín Boček u. a. 
Ehrungen
- 1822 wurde er von der Mährisch-schlesischen Gesellschaft für Natur- und Landeskunde zum Mitglied ernannt.
- 1840 wurde er in den Verein für Geschichte der Mark Brandenburg berufen und
- 1844 in die Königlich-dänische Gesellschaft für nordische Alterthumskunde in Kopenhagen.
- 1848 wurde er als Korrespondierendes Mitglied in die Kaiserliche Akademie der Wissenschaften aufgenommen.
- 1850 verlieh ihm der österreichische Kaiser Franz Joseph I. das Ritterkreuz des Franz-Joseph-Ordens.
- Die Prager Karlsuniversität ehrte ihn mit der Ehrendoktorwürde.

## Werke
- Taschenbuch für die Geschichte Mährens und Schlesiens, Band 1–3, J. G. Trassler, Brünn 1826 (Band 1, Band 2, Band 3).
- Geschichte des Benediktiner Stiftes Raygern in Mähren: ein zum Theil verbesserter Abdruck des gleichbenannten Aufsatzes im III. Jahrgange des Taschenbuches für die Geschichte Mährens und Schlesiens in Verbindung mit mehreren Geschichts-Freunden, Prag 1829
- Die königliche Hauptstadt Brünn und die Herrschaft Eisgrub, sammt der Umgebung der Letztern, topographisch, statistisch und historisch geschildert. Brünn 1836 (Digitalisat).
- Die Markgrafschaft Mähren topographisch, statistisch und historisch geschildert, 7 sv., K. Winiker, Brünn 1835–1842. Druhé vydání: 1846.
I. Band: Prerauer Kreis (1835)
II. Band, I. Abt.: Brünner Kreis (1836)
II. Band, 2. Abt.: Brünner Kreis (1837)
III. Band: Znaimer Kreis (1837) 
IV. Band: Hradischer Kreis (1838)
V. Band: Olmützer Kreis (1839)
VI. Band. Iglauer Kreis und mährische Enklaven (1842). 2. Ausgabe, Winiker, Brünn 1846 (Digitalisat).
- Die Wiedertäufer in Mähren, Wien [1850].
- Excommunication des Markgrafen von Mähren Prokop und seines Anhanges im Jahre 1399, und was damit zusammenhängt: ein Beitrag zur Kirchengeschichte von Mähren, Prag 1852.
- Kirchliche Topographie von Mähren meist nach Urkunden und Handschriften, Selbstverlag des Verfassers, Brünn 1855–1866.
 Abtheilung 1: Olmüzer Erzdiöcese: Band 1 (1855), Band 2 (1857), Band 3 (1859), Band 4 (1862), Band 5 (1863);
 Abtheilung 2: Brünner Diöcese: Band 1 (1856), Band 2 (1858), Band 3 (1860), Band 4 (1861); General Index (1866).
- Die Korrespondenz, Brünn 1895.